# Judge John Deed
Judge John Deed es una serie de televisión británica de Drama legal producida por la BBC en asociación con One-Eyed Dog para BBC One . Fue creado por GF Newman y está protagonizado por Martin Shaw como Señor Justice Deed, un juez del Tribunal Superior de Justicia de Inglaterra y Gales que intenta buscar justicia real en los casos que tiene ante sí. También está protagonizada por Jenny Seagrove como la abogada Jo Mills QC, frecuentemente objeto del deseo de Deed. Se emitió un episodio piloto el 9 de enero de 2001, seguido de la primera temporada completa el 26 de noviembre de 2001. La sexta y última temporada concluyó el 18 de enero de 2007. Luego, el programa tuvo una pausa indefinida después de que Shaw se involucrara en otro programa de televisión (Inspector George Gfully), y él y Seagrove expresaron su deseo de que el formato de la serie cambiase antes de filmar nuevos episodios. En 2009, la serie había sido cancelada oficialmente.
La exactitud fáctica de la serie es a menudo criticada por profesionales del derecho y periodistas; Es poco probable que muchas de las decisiones tomadas por Deed se produzcan en un tribunal real. La visión romántica del sistema judicial creada por Newman hizo que un juez emitiera una advertencia al jurado para que no permitiera que la serie influyera en su visión de los juicios, en referencia a un episodio en el que Deed incumple las reglas cuando es llamado a servir como jurado. Un espectador presentó una queja sobre un episodio que afirmaba información sesgada e incorrecta sobre la vacuna MMR, lo que llevó a la BBC a prohibir unilateralmente las repeticiones de la misma en su forma original.  Las seis temporadas (con la excepción de los dos episodios prohibidos de la Serie Cinco) se lanzaron en DVD en el Reino Unido.

## Argumento
Sir John Deed (interpretado por Martin Shaw) es un juez del Tribunal Superior recientemente nombrado que busca activamente justicia en los casos que tiene ante sí, al mismo tiempo que intenta reavivar un antiguo romance con su exalumna Jo Mills QC. que se presenta regularmente en su corte. Deed es descrito por el creador y escritor GF Newman como un personaje que "habla en contra de todas las pequeñas reglas y la burocracia que nos frustra a todos, pero de las que la mayoría de nosotros no hablamos".  Debido a las acciones poco ortodoxas de Deed, a menudo su búsqueda de justicia se ve obstaculizada por varios personajes de mentalidad más convencional, incluida su exesposa, la abogada Georgina "George" Channing QC; su padre, el juez del Tribunal de Apelaciones, Lord Justice Channing (interpretado por Sir Donald Sinden ), sus compañeros jueces del Tribunal Superior, el Sr. Justice (Sir Monty) Everard (interpretado por Simon Ward ) y el Sr. Justice (Sir Michael) Nivan (escrito como Niven). en créditos de series posteriores, interpretado por Trevor Bowen ), el Secretario Permanente del Departamento del Lord Canciller (LCD, más tarde Departamento de Asuntos Constitucionales ), Sir Ian Rochester (interpretado por Simon Chandler ); y más tarde el diputado Neil Haughton, ministro del Interior (interpretado por Nick Reding y más tarde por Aneirin Hughes).
Otros personajes recurrentes incluyen a Charlie, la hija rebelde y activista de los derechos de los animales de Deed (interpretada por Louisa Clein), que inicialmente es estudiante de derecho pero luego avanza a los tribunales; el amigo policial de Deed, el subcomisionado adjunto Row Colemore (interpretado por Christopher Cazenove ); y su empleada, Rita "Coop" Cooper (interpretada por Barbara Thorn), quien a menudo está disponible para moderar algunas de sus ideas más radicales. Rita "Coop" participó en muchas escenas del programa y apareció con frecuencia en los anuncios del juez John Deed . Las tres primeras temporadas del programa tienen una estructura autónoma, con un juicio que llega a su conclusión al final de un episodio. En años posteriores, la serie agregó un formato serializado, con historias que abarcan varios episodios y un mayor enfoque en la vida personal de personajes distintos de Deed, con el caso principal concluyendo en cada episodio. 